# 1552 Bessel
Az 1552 Bessel (ideiglenes jelöléssel 1938 DE1) a Naprendszer kisbolygóövében található aszteroida. Yrjö Väisälä fedezte fel 1938. február 24-én, Turkuban.